# 佳能 EOS 70D
佳能 EOS 70D，簡稱：70D，是佳能於2013年7月2日發佈的一部數位單眼相機，是Canon EOS 60D的後續機種。Canon EOS 70D首度採用嵌入在感光元件上的「雙像素 CMOS 自動對焦」（Dual Pixel CMOS AF），可大幅提昇 Live View 與錄影時的自動對焦效率，達到 DSLR 前所未有的錄影對焦效率，比 EOS 700D / 100D 更快上 30%，並在搭配 STM 鏡頭時效果最佳，而如果搭配近年來推出的較新款鏡頭，也能有顯著的提昇效果。

## 特色
- APS-C 尺寸 2020 萬像素感光元件
- 防滴防塵
- DIGIC 5+ 處理器
- 雙像素 CMOS 自動對焦，Live View 對焦速度比 EOS 700D 快 30%
- 感光度範圍 ISO 100-12800，可擴張至 ISO 25600
- 連拍速度每秒 7 張（65 張 JPEG 或 16 張 RAW）
- 19 點全十字型自動對焦點（暗部對焦可支援 -0.5EV 環境）
- 63 區 iFCL 測光系統
- 靜音快門模式
- 光學觀景窗視野率 98%，放大倍率 95%
- Full HD @ 30 FPS 立體聲錄影, 可是用內建或外接麥克風收音
- 3 吋 104 萬像素（3:2 比例）電容觸控翻轉螢幕
- 自動對焦微調，可個別儲存至 40 組鏡頭
- 單軸電子水平儀
- 多重曝光模式、HDR 模式
- 內建 WiFi 無線傳輸
- 支援 SD、SDHC、SDXC 記憶卡，並支援 UHS-1
- 採用 LP-E6 鋰電池，續航力約 920 張
- 體積 139 x 104 x 79mm，重量約 755 公克